# París-Roubaix 1993
La 91.ª edición de la París-Roubaix tuvo lugar el 11 de abril de 1993 y fue ganada por el francés Gilbert Duclos-Lassalle por segunda vez consecutiva. La prueba contó con 267 kilómetros y Gilbert Duclos-Lassalle la ganó batiendo al esprint al italiano Franco Ballerini por solo ocho milímetros. Ese dueto delantero llegó con más de 2 minutos de ventaja respecto a un septeto perseguidor que encabezó Olaf Ludwig.

## Clasificación final
| Posición | Ciclista                | Equipo                  | Tiempo     |
| -------- | ----------------------- | ----------------------- | ---------- |
| 1.       | Gilbert Duclos-Lassalle | Gan                     | 6h 25' 20" |
| 2.       | Franco Ballerini        | GB-MG Maglificio        | m.t.       |
| 3.       | Olaf Ludwig             | Telekom                 | + 2' 09"   |
| 4.       | Johan Museeuw           | GB-MG Maglificio        | m.t.       |
| 5.       | Adrie van der Poel      | Motorola                | m.t.       |
| 6.       | Edwig Van Hooydonck     | WordPerfect             | m.t.       |
| 7.       | Marc Sergeant           | Novemail-Histor         | m.t.       |
| 8.       | Sean Yates              | Motorola                | m.t.       |
| 9.       | Benjamin Van Itterbeeck | Collstrop-Assur Carpets | m.t.       |
| 10.      | Wilfried Nelissen       | Novemail-Histor         | + 3' 50"   |